# Love's Renunciation
Love's Renunciation è un cortometraggio muto del 1911 diretto da Joseph A. Golden, che ha come protagonista Pearl White.

## Produzione
Il film fu prodotto dalla Pathé Frères.

## Distribuzione
Distribuito dalla General Film Company, il film uscì nelle sale cinematografiche USA l'11 novembre 1911.